# Oravelia pege
Oravelia pege är en insektsart som beskrevs av Drake och Chapman 1963. Oravelia pege ingår i släktet Oravelia och familjen Macroveliidae. Inga underarter finns listade i Catalogue of Life.